# Estrada de Ferro Jari
A Estrada de Ferro Jari é uma ferrovia brasileira, cuja concessão é por decreto da Empresa Jari Celulose S.A.. Localizada ao norte do estado do Pará, bem próximo a divisa com o estado do Amapá, liga o distrito de Monte Dourado ao porto de Mungubá.
É denominada pela ANTT, como uma ferrovia industrial e local, juntamente com Estrada de Ferro Trombetas, devido as suas características.

## História
A Estrada de Ferro Jari foi criada para transportar madeira para a fábrica de celulose do Projeto Jari, entrando em operação em 1979.
Seu projeto inicial previa 220 km de vias, que por diversos fatores foram reduzidos para os atuais 68 km.
Atualmente a ferrovia é usada também para o transporte de bauxita refratária.

## Informações Gerais
- Extensão do trecho: 68 km;
- Bitola: 1,60 m;
- Tração: diesel
- Pátios de manobra:
  - Munguba km 0, área industrial e pátio terminal do transporte de madeira;
  - São Miguel, no km 36, pátio de carregamento de vagões;
  - Ponte Maria, no km 22, pátio de carregamento de vagões;
  - Pacanari, no km 45, pátio de carregamento de vagões.

## Material rodante
- 2 locomotivas (EFJ 10 e EFJ 11) modelo EMD SD38-2,[6][7][8] fabricadas pela Electro-Motive Division - General Motors nos Estados Unidos em 1978.
- 86 vagões plataformas,[9] com capacidade para 68,350 kg de carga, manga E do tipo PCE fabricados pela Cobrasma.
- 6 vagões de minério tipo "hopper car" alugados da Estrada de Ferro Amapá, quando uma das empresas do grupo começou a explorar uma jazida de bauxita refratária, são puxados junto da composição de madeira a partir do pátio de São Miguel.

## Transporte Realizado
Em 1997 transportou 1,1 milhões de toneladas de mercadorias (bauxita, madeira cultivada e brita, equivalente a 32 milhões de TKU), empregando 34 funcionários.